# 維也納 (新澤西州)
維也納（英語：Vienna）是位於美國新澤西州沃倫縣的普查規定居民點。

## 人口
根據2020年美國人口普查的數據，維也納的面積為7.60平方千米，當中陸地面積為7.57平方千米，而水域面積為0.03平方千米。當地共有人口881人，而人口密度為每平方千米115.92人。